# Коста (коммуна)
Коста (фр. Costa, корс. A Costa) — коммуна во Франции, находится в регионе Корсика. Департамент коммуны — Верхняя Корсика. Входит в состав кантона Бельгодер. Округ коммуны — Кальви.
Код INSEE коммуны — 2B097.

## Население
Население коммуны на 2008 год составляло 62 человека.
| 1962 | 1968 | 1975 | 1982 | 1990 | 1999 | 2008 |
| ---- | ---- | ---- | ---- | ---- | ---- | ---- |
| 60   | 90   | 73   | 69   | 46   | 48   | 62   |

## Экономика
В 2007 году среди 42 человек в трудоспособном возрасте (15—64 лет) 29 были экономически активными, 13 — неактивными (показатель активности — 69,0 %, в 1999 году было 72,4 %). Из 29 активных работали 25 человек (16 мужчин и 9 женщин), безработных было 4 (1 мужчина и 3 женщины). Среди 13 неактивных 3 человека были учениками или студентами, 1 — пенсионером, 9 были неактивными по другим причинам.

## Фотогалерея

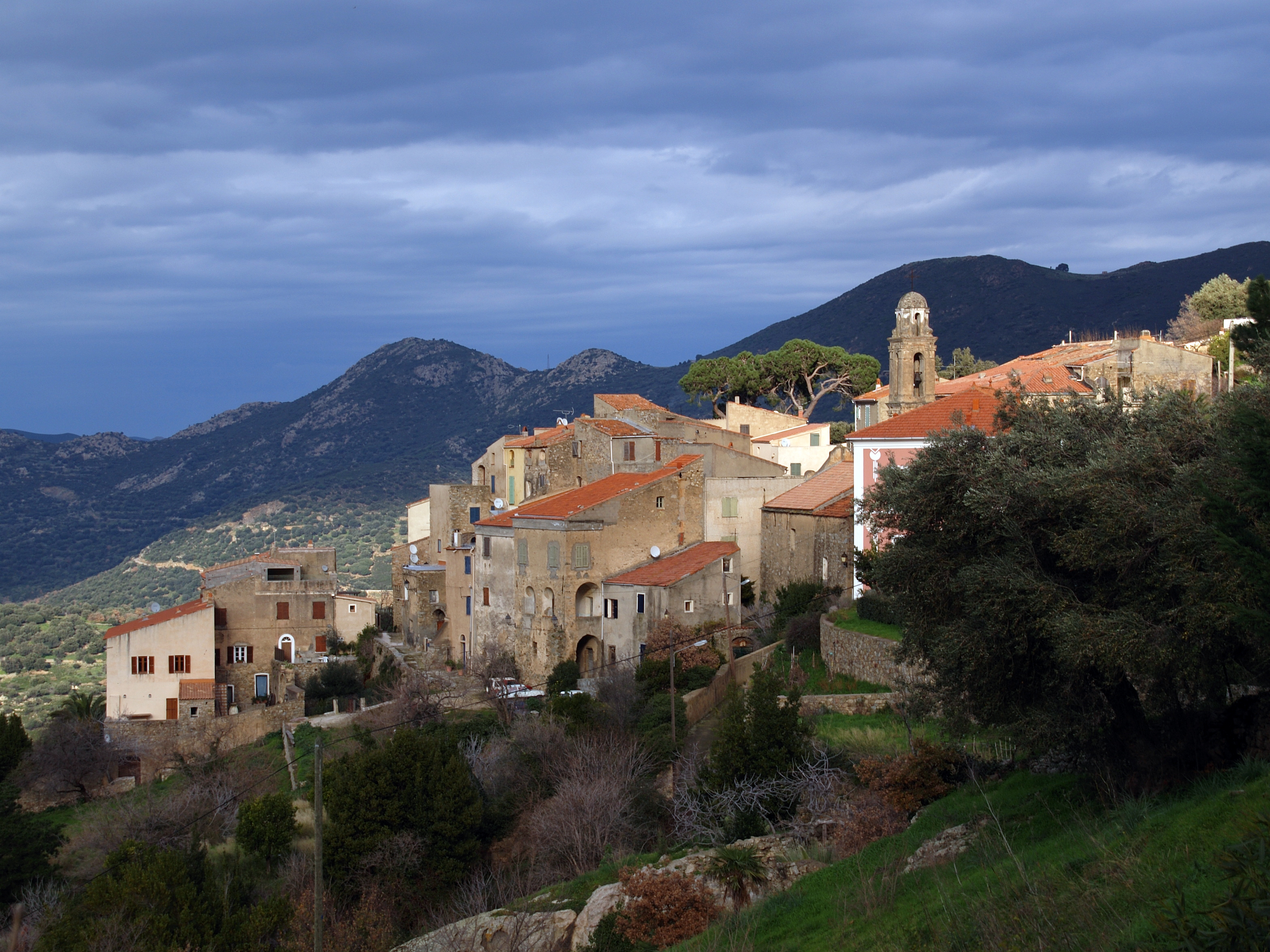
Коста
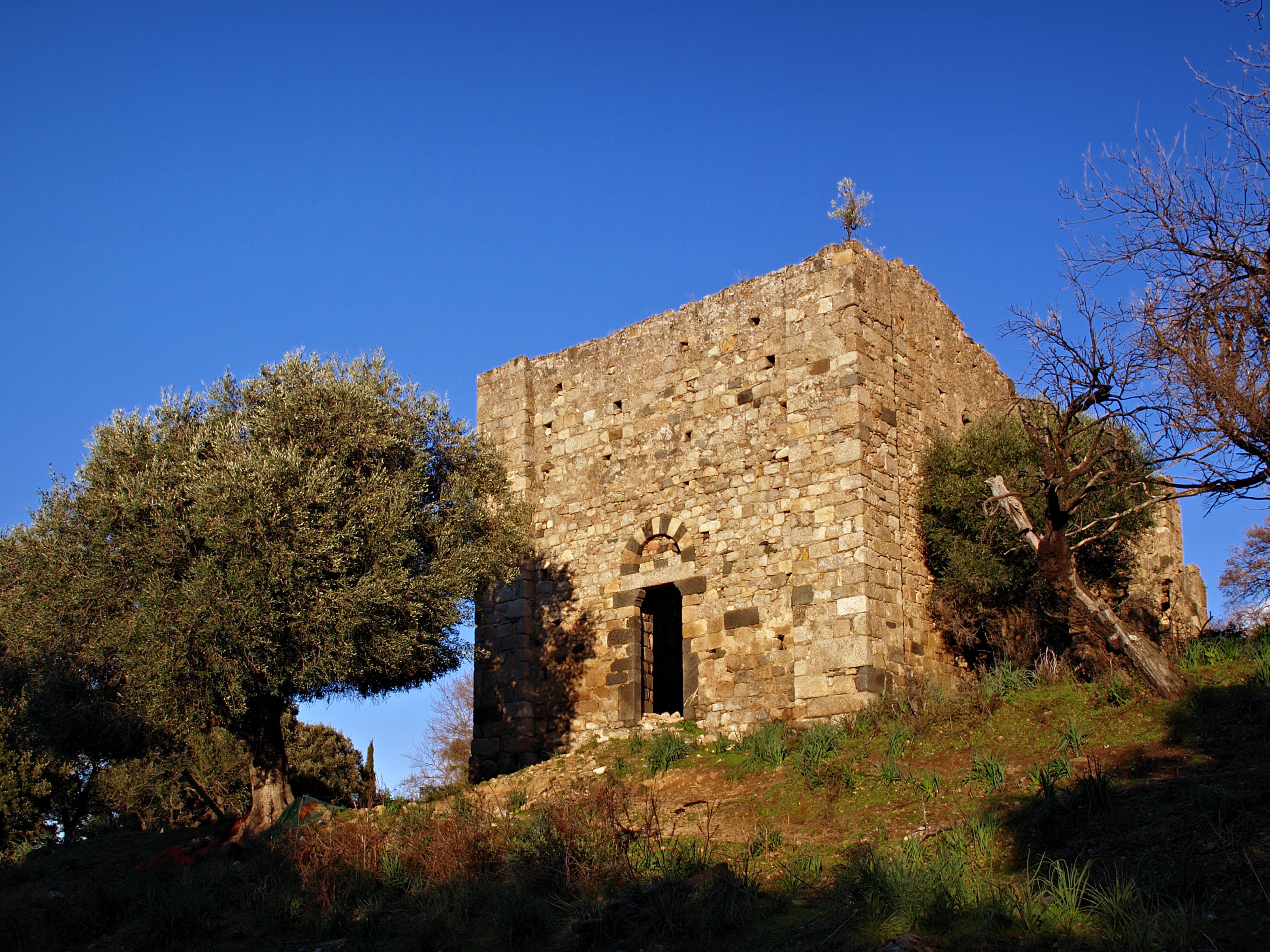
Руины древней церкви Saint-Jean à Tuani